# Territoire du Nord-Ouest (États-Unis)
Cet article concerne la région administrative à la naissance des États-Unis. Pour les autres significations, voir Territoire du Nord-Ouest (homonymie).
Ne doit pas être confondu avec le Territoire du Nord-Ouest, une ancienne région de l'Amérique du Nord britannique.
1787–1803
Entités précédentes :
- Province de Québec

Entités suivantes :
- Territoire de l'Indiana
- Ohio

Le territoire du Nord-Ouest (en anglais : Northwest Territory) est une région administrative à la naissance des États-Unis. L'ordonnance du Nord-Ouest, votée par le Congrès de la Confédération le 13 juillet 1787, définit l'administration de ce territoire et fixe les règles de son admission en tant qu'État. Le 7 août 1789, le nouveau Congrès des États-Unis confirme l'ordonnance avec quelques modifications mineures dans la Constitution. Le territoire comprend ce qui était jusqu'en 1763 la partie méridionale du Pays-d'en-Haut et la Haute-Louisiane, c'est-à-dire toutes les terres de l'ex Réserve indienne (en) acquises par les États-Unis à l'Ouest de la Pennsylvanie et au Nord-Ouest de l'Ohio. Il couvre tous les actuels États de l'Ohio, Indiana, Illinois, Michigan, et Wisconsin, ainsi que la partie Nord-Est du Minnesota. Le territoire couvrait alors plus de 673 000 km2.
Il est réduit à l’Ohio, l’est du Michigan et un morceau du sud-est de l’Indiana lors de la formation du territoire de l'Indiana le 4 juillet 1800, et a été dissous le 1er mars 1803, lorsque la partie sud-est du territoire a été admis dans l’Union comme l’État de l’Ohio, et le reste étant rattaché au territoire de l’Indiana.

## Histoire
L'exploration de la région, par les européens, commence par celle des Français qui y font la traite des fourrures aux XVIIe siècle. L'explorateur français Jean Nicolet est le premier dont on ait une trace écrite de son séjour en 1634. Les Français cèderont le territoire aux Britanniques par le traité de Paris (1763) qui mit un terme à la guerre de Sept Ans en Amérique.
Ayant à faire face à une rébellion armée de la part des Indiens, menés entre autres par le chef Pontiac, les Britanniques éditent la Proclamation de 1763 qui interdit aux colons de s'établir à l'ouest des Appalaches, afin d'apaiser les indigènes. Mais cette mesure est mal vue des colons qui veulent étendre leur territoire et elle est l'un des facteurs qui contribuera à la guerre d'indépendance des États-Unis. En 1774, les Britanniques redonnent le territoire du Nord-Ouest aux Canadiens et la rattache à la province de Québec dans l'Acte de Québec.    
Après l'indépendance des États-Unis (traité de Paris de 1783), les Américains envoient dans une mission secrète trois émissaires (Samuel Adams, Benjamin Franklin, et John Hancock) pour négocier business as usual avec les Britanniques. Ils demandent tout le sud-ouest de la province de Québec aux Britanniques ; ceux-ci cèdent le territoire au sud des Grands Lacs, mais ne cèdent pas le côté nord des Grands Lacs. Ils maintiendront une présence pendant de nombreuses années dans ce territoire situé au nord de la rivière Ohio et à l'ouest des Appalaches. 

Les cessions de l'État qui autorisèrent la création des Territoires du Nord et du Sud-Ouest de la rivière Ohio.

Les États de Virginie, Massachusetts, New York, et Connecticut avaient tous des revendications sur ce territoire. D'autres États, comme le Maryland, refusèrent de ratifier les Articles de la Confédération tant que ces États auraient la possibilité de conserver ces territoires de l'ouest, craignant qu'ils ne continuent à s'accroître et ne finissent par déséquilibrer la balance de pouvoir au sein du futur gouvernement fédéral. Afin d'obtenir la ratification, les États concédèrent ces territoires au gouvernement américain : New York en 1780, la Virginie en 1784, le Massachusetts et le Connecticut en 1785. Ainsi la plupart du territoire devint public et propriété du gouvernement américain. La Virginie et le Connecticut réservèrent deux régions comme dédommagement pour leur vétérans : le Virginia Military District et le Connecticut Western Reserve. Ainsi donc, les États-Unis se retrouvaient avec des terres et des habitants hors de toutes structures de l'un de ses États.
L'ordonnance de 1785 (ordonnance sur les terres) établit un système standard de gestion des terres, en lots destinés à être vendus, bien que l'Ohio avait déjà mis sur pied un tel système, utilisant cependant d'autres méthodes, organisant en partie déjà le territoire. Le reste des territoires du Nord-Ouest fut divisé en grands carrés uniformes de communes et sections qui facilitèrent la vente des terres et son développement.
Les difficultés survenant entre les tribus amérindiennes et les avant-postes commerciaux britanniques constituaient des obstacles à l'expansion américaine jusqu'aux campagnes militaires du général "Mad" Anthony Wayne contre les amérindiens dont les points culminants furent la victoire de la bataille de Fallen Timbers en 1794 et le traité de Greenville en 1795. Le Traité de Jay, en 1794, contribua temporairement à adoucir les relations avec les marchands britanniques dans la région, où les citoyens britanniques dépassaient numériquement les citoyens américains durant les années 1780. Les disputes à répétition avec les britanniques dans l'ensemble de la région furent un facteur contribuant à la guerre de 1812. La Grande-Bretagne mit fin à toute revendication sur le territoire du Nord-Ouest par le Traité de Gand en 1814.
Quand le territoire fut créé, il était habité par environ 45 000 amérindiens et 2 000 marchands, principalement Français et Anglais. La colonisation américaine commença officiellement à Marietta (Ohio) le 7 avril 1788 avec l'arrivée de 48 pionniers. Arthur St. Clair établit formellement le gouvernement le 15 juillet 1788 à Marietta. Son projet initial était d'aboutir à la création de cinq comtés : Washington (à l'est de la Scioto River), Hamilton (Ohio entre les rivières Scioto et Miami), Knox (Indiana et est de l'Illinois), St. Clair (Illinois et Wisconsin), et Wayne (Michigan).

## Évolution du territoire

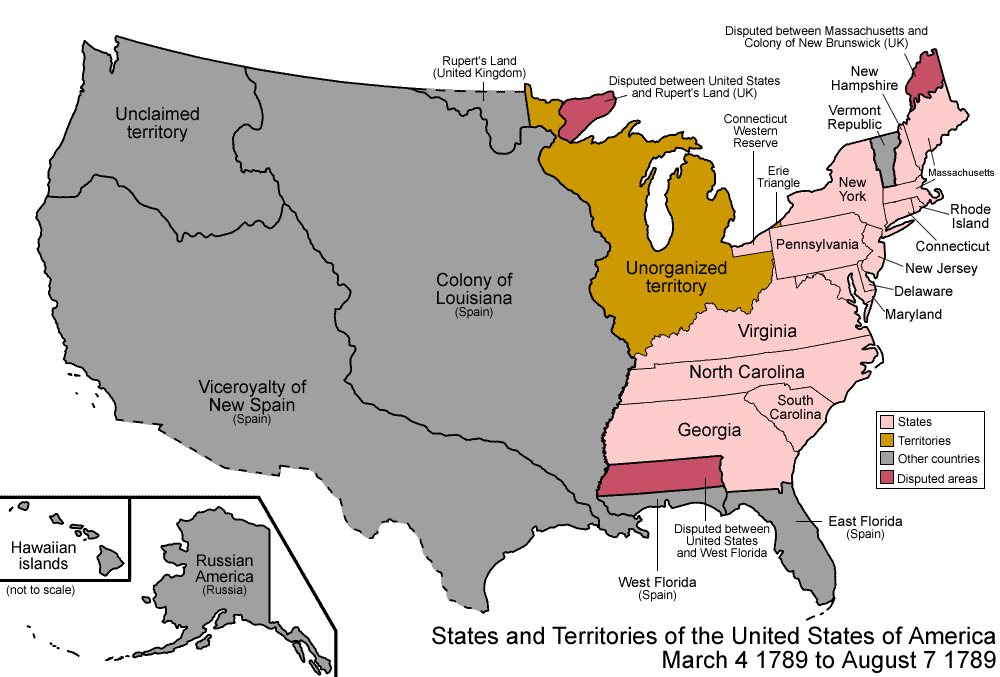
Les États de mars à aout 1789.
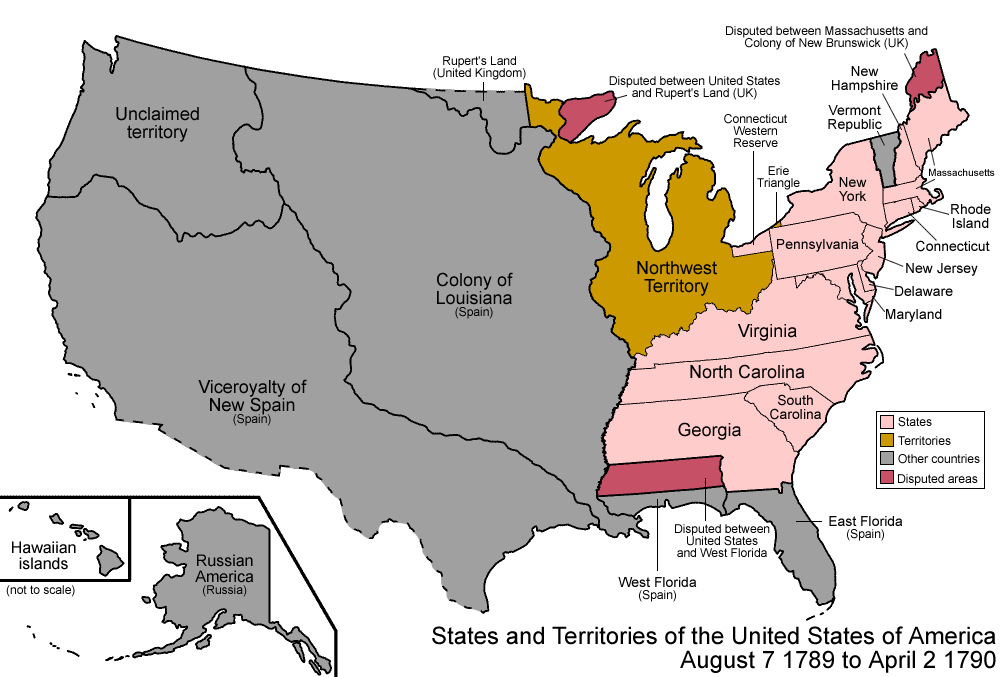
Formation du territoire par Ordonnance le 13 juillet 1787.
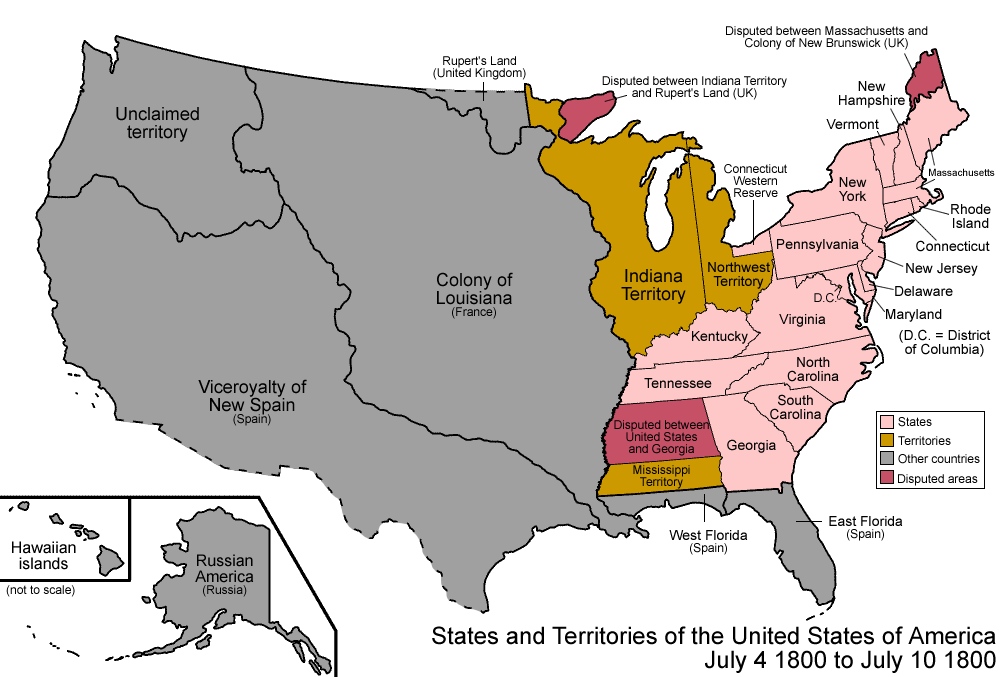
Détachement du Territoire de l'Indiana le 4 juillet 1800.
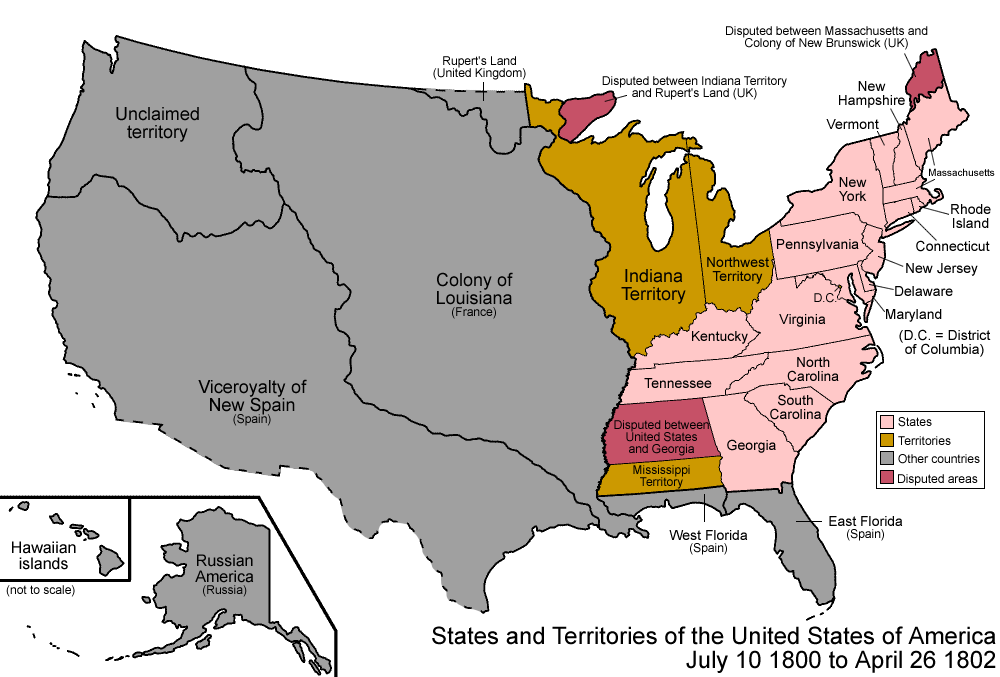
Annexion de la Connecticut Western Reserve le 10 juillet 1800.

## Institutions
L'ordonnance du Nord-Ouest adoptée par le Congrès le 13 juillet 1787 donne le droit de vote pour les élections aux assemblées territoriales dans le territoire du Nord-Ouest aux « habitants libres de sexe masculin » propriétaires de 50 acres, c'est-à-dire aux citoyens américains et aux étrangers résidents depuis deux ans. Un citoyen américain doit posséder 200 acres pour être éligible, un résident étranger doit en outre résider depuis trois ans dans le territoire.

### Gouverneurs
Le territoire est dirigé par un gouverneur nommé par le gouvernement américain.
| Début du mandat  | Fin du mandat    | Nom                  | Notes                                     |
| ---------------- | ---------------- | -------------------- | ----------------------------------------- |
| 5 octobre 1787   | 22 novembre 1802 | Arthur St. Clair     | Révoqué par le président Thomas Jefferson |
| 22 novembre 1802 | 3 mars 1803      | Charles Willing Byrd | Intérim                                   |

### Assemblée générale
L'Assemblée générale du territoire du Nord-Ouest était constitué d'un Conseil législatif (cinq membres choisis par le Congrès) et une Chambre des représentants composées de 22 membres élus par les propriétaires mâles dans neuf comtés. La première session de l'Assemblée se tint en septembre 1799. Sa première tâche fut de nommer des délégués non-votants au Congrès. Bloqué dans une discussion entre le gouverneur St. Clair, la législature élit de justesse William Henry Harrison comme premier délégué devant le fils du gouverneur Arthur St. Clair, Jr. Les autres délégués furent William McMillan (1800–1801) et Paul Fearing (1801–1803).

### Instances judiciaires
La Cour suprême d'origine était composée de John Cleves Symmes, James Mitchell Varnum et Samuel Holden Parsons. Il y a eu trois secrétaires : Winthrop Sargent (9 juillet 1788–31 mai 1798) ; William Henry Harrison (29 juin 1798–31 décembre 1799) ; et Charles Willing Byrd (1er janvier 1800–1er mars 1803).
Winthrop Sargent a épousé Roewena Tupper, fille du général Benjamin Tupper, le 6 février 1789 à Marietta lors de la première cérémonie de mariage s'étant tenue dans le territoire du Nord-Ouest.
La première cour des plaids-communs du territoire a ouvert à Marietta le 2 septembre 1788. Ses premiers juges étaient les généraux Rufus Putnam et Benjamin Tupper ainsi que le colonel Archibald Crary. Paul Fearing a été le premier avocat du territoire, et le colonel William Stacy le premier président de jury.

## Comtés territoriaux
Treize comtés ont été créés par le gouverneur Arthur St. Clair durant l'existence du territoire:
- le comté de Washington, dont le siège était à Marietta, fut le premier comté du territoire, proclamé le 26 juillet 1788 par le gouverneur territorial St. Clair. Ses frontières correspondaient à l'actuel Ohio à l'est de la ligne s'étendant au sud de l'embouchure de la rivière Cuyahoga[5], mais il ne prenait pas en compte le Connecticut à cause de réclamations non résolues sur la Connecticut Western Reserve. Il conserva ses frontières jusqu'en 1796.

- le comté de Hamilton, dont le siège était à Cincinnati, a été proclamé le 2 janvier 1790. Cette même proclamation entraina le changement de l'ancien nom de Cincinnati qui était Losantiville à la forme actuelle. Ses frontières originales revendiquaient toutes les terres au nord de l'Ohio entre les rivières Great Miami ett Little Miami et au nord jusqu'à Standing Stone Fork (connu aujourd'hui sous le nom de Loramie Creek), au nord de l'actuel Piqua[6]. En 1792 le comté s'est étendu pour comprendre les terres se trouvant entre les embouchures des rivières Great Miami et Cuyahoga, et la péninsule inférieure du Michigan. Son territoire a subi plusieurs réductions depuis 1796.

- le comté de Saint Clair, dont le siège était Kaskaskia, a été proclamé le 27 avril 1790. Il  occupait originellement la majeure partie de l'actuel Illinois au sud de la rivière Illinois. Il perdit la plupart de ses terres méridionales lors de la formation du comté de Randolph en 1795, ce qui a nécessité le transfert du siège du comté à Cahokia, mais a été étendu au nord pour comprendre le nord-ouest de l'actuel Illinois et la majeure partie du Wisconsin en 1801 après avoir été transféré dans le territoire de l'Indiana[7].

- le comté de Knox, dont le siège est à Vincennes, a été proclamé le 20 juin 1790, et comprenait la majorité des terres du territoire - toutes les terres comprises entre les comtés de St. Clair et Hamilton, s'étendant au nord jusqu'au Canada[8].

- le comté de Randolph a été formé le 5 octobre 1795 et son siège était Kaskaskia et comprenait la portion sud de ce qui était le comté de St. Clair.

- le comté de Wayne a été formé le 15 août 1796, à partir des portions du comté de Hamilton et de terres non organisées, avec son siège à Détroit, que les Anglais avaient évacuées cinq semaines auparavant. Le comté de Wayne couvrait originellement toute la péninsule inférieure du Michigan, le nord-ouest de l'Ohio, le nord de l'Indiana et une petite partie de l'actuel côte du Lac Michigan, dont le site de l'actuel Chicago. Les terres à l'ouest de l'actuelle frontière Indiana-Ohio devenaient une partie du Territoire de l'Indiana en 1800; la portion est sera transférée au comté de Trumbull la même année. La partie du territoire au nord de la Ligne d'Ordonnance devint une partie du territoire de l'Indiana en 1803 en tant que comté de Wayne réorganisé; les terres restantes retournaient sous le statut inorganisé alors que l'Ohio devenait un État.

- le comté d'Adams a été formé le 10 juillet 1797, avec son siège à Manchester ; il comprenait la majeure partie du centre-sud de l'actuel Ohio.

- le comté de Jefferson a été formé le 29 juillet 1797, avec son siège à Steubenville, à partir du comté de Washington ; il comprenait initialement tout le nord-est de l'Ohio.

- le comté de Ross a été organisé le 20 août 1798 avec son siège à Chillicothe et a été créé à partir de portions des comtés de Knox, Hamilton et Washington.

Les comtés de Knox, Randolph et St. Clair ont été séparés du territoire le 4 juillet 1800, et, avec la partie ouest du comté de Wayne et quelques terres non-organisées du Minnesota et du Wisconsin, devinrent le territoire de l'Indiana.
- le comté de Trumbull a été proclamé le 10 juillet 1800 à partir des comtés de Jefferson et de Wayne, son siège était Warren, choisi en concurrence avec Cleveland et Youngstown[9].

- le comté de Clermont a été formé le 6 décembre 1800 à partir du comté d'Hamilton, avec son siège à Williamsburg. Par rapport aux autres comtés du territoire, les limites originelles du comté de Clermont sont quasiment identiques aux limites actuelles.

- le comté de Fairfield a été proclamé le 9 décembre 1800 et formé à partir des comtés de Ross et Washington, son siège était Lancaster.

- le comté de Belmont a été formé le 7 septembre 1801 à partir des comtés de Washington et Jefferson, son siège était St. Clairsville.

Le territoire du Nord-Ouest a cessé d'exister lorsque l'Ohio a été créé le 1er mars 1803; les terres de l'Ohio qui étaient auparavant dans le comté de Wayne mais pas transférées dans le comté de Trumbull reprirent un statut inorganisé jusqu'à ce que de nouveaux comtés aient été formés les années suivantes. Les restes du comté de Wayne, grossièrement la moitié est de la péninsule inférieure du Michigan et l'est de la péninsule supérieure du Michigan, furent rattachés au territoire de l'Indiana.

## Sources
- (en) Cet article est partiellement ou en totalité issu de l’article de Wikipédia en anglais intitulé « Northwest Territory » (voir la liste des auteurs).

## Compléments